# Vesennjaja Olimpiada, ili Načal'nik chora
Vesennjaja Olimpiada, ili Načal'nik chora (Весенняя Олимпиада, или Начальник хора) è un film del 1979 diretto da Julij Stepanovič Čuljukin e Isaak Semёnovič Magiton.

## Trama
Il padre di Igor' Gusev, un capitano della marina, è stato trasferito in una remota isola settentrionale. Igor' ha rinunciato alle lezioni di musica, ma suo padre vuole che suoni la fisarmonica e canti. Il ragazzo non si considera di talento, ma nella nuova scuola, dove Igor' è venuto a studiare, sono in pieno svolgimento i preparativi per le Olimpiadi della scuola primaverile nell'arte amatoriale. Il nuovo arrivato ha ricevuto un'offerta per diventare un leader di coro.